# Rt dobre nade
Rt dobre nade (nizozemski: Kaap De Goede Hoop, afrikaanski Kaap die Goeie Hoop, engleski Cape of Good Hope, portugalski Cabo da Boa Esperança) je vrlo uočljiv rt u blizini najjužnijeg vrha Afrike. Politički, dio je provincije Wes-Kaap u Južnoafričkoj Republici. U širem smislu, ime "rt dobre nade" koristio se i na ranu europsku koloniju u tom području.

## Zemljopis
Rt dobre nade je visoka i strma litica koja se nalazi oko 45 km južno od Kaapstada, metropole koja je po njemu i dobila ime. To nije najjužniji vrh Afrike - najjužnija točka je oko 150 km prema jugoistoku udaljen Agulhaški rt i tek od njega afrička obala skreće prema istoku gdje počinje prolaz k Indijskom oceanu. No, bez obzira na to, rt dobre nade je kod pomoraca svrstan u skupinu važnih točaka i bio je poznat jednostavno kao rt.
Neposredno na obali pruža se stjenoviti krajolik koji se nastavlja i ispod vode, i daleko od obale. Većina stijena nalazi se samo 50 cm do 3 metra ispod površine vode, a njihovi vrhovi u vrijeme oseke ponekad izlaze iznad površine, ali ne uvijek. U ranija vremena oplovljavanje ovog rta bilo je zbog toga vrlo opasno. Ime "rt dobre nade" zasniva se na činjenici da su moreplovci, stigavši do njega, vjerovali da su otkrili pomorski put kojim će stići do Indije. No, za mnoge od njih nadanja se nisu ostvarila, jer oko tog rta na dnu mora leži više od 3000 brodskih olupina. Uz podvodne stijene, velika opasnost uz rt su i snažni vjetrovi. Čak i kad brod oplovi rt na dovoljno velikoj udaljenosti od njega da izbjegne podvodno stijenje, vjetar ga je mogao ipak otpuhati u smjeru obale i stijenja.

## Nautička povijest
Rt je u travnju 1488. prvi otkrio portugalski kapetan flote Bartolomeu Dias. Udaljen od obale, već je oplovio južni vrh Afrike, i tek na povratku, vraćajući se prema sjeveru, uočava ovaj rt. Ovaj više od 20 km dugačak stjenoviti jezičak Dias naziva Cabo das Tormentas (olujni rt). Portugalski kralj  mu je, navodno, dao ime "rt dobre nade" jer je s razlogom pretpostavio da je otkriven pomorski put za Indiju. Nakon istraživanja rijetkih dokumenata iz tog vremena, povjesničari nisu jedinstveni u utvrđivanju porijekla imena. Dio znanstvene zajednice smatra, da je već Dias koristio naziv "rt dobre nade".
Pored samog imena, zbog naređenog čuvanja tajnosti otkrivenog puta ne postoje pisani tragovi o tome, pa nije nedvosmisleno jasno da li je Dias svojim astrolabom premjerio ovaj, olujni rt, ili stvarnu, najjužniju točku Afrike, Agulhaški rt. Putujući dalje natrag prema sjeveru, našao je u južnom kitovom zaljevu svoj opskrbni brod kojeg je tu ostavio. Na brodu su bila živa još samo četiri mornara. Ostavljene zalihe omogućile su, da se flota vratila u Lisabon tek krajem prosinca 1488. godine.
Za ime koje je rt dobio, postoji još jedno moguće objašnjenje. Uz ovaj rt sreću se dvije morske struje: hladna Benguelska struja koja dolazeći s Antarktike struji prema sjeveru slijedeći zapadnu afričku obalu, i topla Agulhaška struja koja dolazi iz tropa i spušta se prema jugu Afrike slijedeći njenu istočnu obalu. Dakle, kad su brodovi ploveći na jug uz afričku obalu prema Indiji oplovili ovaj rt, voda kojom su plovili postala bi puno toplija. Iz toga je slijedio ispravan zaključak, da ova voda dolazi iz toplijih zemljopisnih širina i da najjužniji vrh Afrike više ne može biti daleko.

## Poveznice
- Snimke Rta dobre nade  Arhivirana inačica izvorne stranice od 22. rujna 2008. (Wayback Machine)

|  | Zajednički poslužitelj ima još gradiva o temi Rt dobre nade |